# Octeabriscoe, Dondușeni
Octeabriscoe (întemeiat cu denumirea General Dragalina) este un sat din comuna Moșana din Raionul Dondușeni, Republica Moldova.

## Demografie

### Structura etnică
Conform recensământului populației din 2004, satul avea 47 de locuitori: 41 de ucraineni și 6 moldoveni/români.